# Cratere Imra
Imra è un cratere sulla superficie di Rea.